# Cosentinia vellea
Cosentīnia vēllea  (лат.) — вид папоротников из семейства птерисовых (Pteridaceae).
По данным The Plant List на 2013 год, Cosentinia vellea является синонимом действительного названия Cheilanthes vellea (Aiton) Domin.

## Ботаническое описание
Растение с коротким ползучим корневищем и расположенными в пучках листьями с коротким черенком.
Вайи до 37 см; черенок красновато-коричневого цвета, беловато шерстистый, листочки дваждыперистые, продолговато-ланцетовидные, покрытые с обеих сторон беловатой опушкой.
Споры 42—75 мкм, бородавчатые, размещаются снизу на краю листа.

## Распространение и среда обитания
Предпочитает тёплые и солнечные места в кварцитовых камнях, на известковых субстратах или вулканическом пепле. Встречается на высоте до 1200 м над уровнем моря. При сильной засухе растение закатывает листья в пушистый шар и ждёт осеннего дождя.
Встречается в Средиземноморье (в том числе Испании, на Балеарских островах и на Корсике), а также в Юго-Западной Азии в Гималаях и в Макаронезии.